# Lyctus hipposideros
Lyctus hipposideros es una especie de escarabajo de la pólvora del género Lyctus, categorizada en la tribu Lyctini, de la familia Bostrichidae. Fue descrita por Lesne en 1908.

## Distribución
Se distribuye por África: Argelia, Marruecos y Europa: Finlandia, Italia y Suiza.